# فرانک کارتلج
فرانک کارتلج (انگلیسی: Frank Cartledge؛ زادهٔ 1899) بازیکن فوتبال اهل بریتانیا است.
از باشگاه‌هایی که در آن بازی کرده‌است می‌توان به باشگاه فوتبال کونگلتون تاون و باشگاه فوتبال پورت ویل اشاره کرد.